# Perforador (ciclismo)

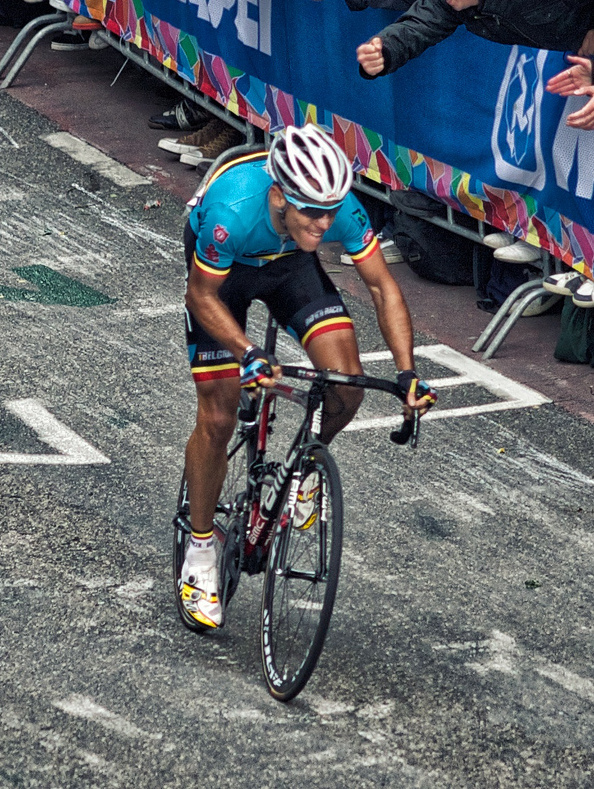
Gilbert esprintando para obtener la victoria en la carrera de carretera en el Campeonato Mundial UCI de Carretera 2012

Un perforador es un ciclista de carretera que se especializa en rodar en terrenos con cortos pero empinados puertos o subidas.
Las carreras ideales para este tipo de corredor son clásicas de un día. Estas carreras están caracterizadas por múltiples cerros que tienen un grado de inclinación del 10% al 20% y son de 1 a 2 kilómetros de largo. Los ejemplos incluyen las subidas en el monumento de Lieja–Bastoña–Lieja, el Mur de Huy en el Flecha Valona y el Cauberg en la Amstel Gold Race, las cuales forman parte de las Clásica de Ardenas.
Los perforadores están normalmente relativamente bien construidos, con hombros más anchos y piernas más grandes que ciclista promedio corriendo. El físico de este tipo de ciclista les deja escapar del pelotón a través de explosiones rápidas, a veces con la asistencia de un compañero de equipo.
Ejemplos de tales ciclistas incluyen a Philippe Gilbert, Julian Alaphilippe, Alejandro Valverde, Simon Gerrans, Joaquim Rodríguez, Marc Hirschi, Peter Sagan, Wout van Aert y Mathieu van der Poel, quienes son capaces de sprint en subidas más cortas para ganar una etapa o una carrera de un solo día. A menudo estos ciclistas han tenido una carrera en MTB o cyclocross, donde hay muchas menos subidas pero más empinadas.
Aun así, tienen una resistencia más baja lo cual es una desventaja en carreras por etapas donde las subidas son normalmente más largas que comprenden de 5 a 20 kilómetros, pero con porcentajes de menor pendiente de entre 5% a 10%. En carreras por etapas los perforadores a menudo trabajan como gregarios para los líderes de sus equipos, ayudándolos en los ataques y/o escapadas, o ir en el ataque para forzar equipos rivales a gastar su energía y dejarlos abajo en las subidas o atrás en el plano.